# Вербне озеро
Озеро Вербне — водойма штучного походження у Оболонському районі міста Києва, колишній кар'єр піску, площа дзеркала 16,4 га. Використовується в рекреаційних цілях — на берегах озера розташовано пляж з відповідною інфраструктурою. В той же час існує й інша думка, яка полягає в припущенні, що озеро має природнє походження.

## Заповідний статус
У 1994 році рішенням Київської міської ради озеро Вербне було оголошено іхтіолого-ботанічним заказником.

## Біота
В озері зустрічається чимало видів рослин, що належать до різних екологічних груп. Домінуючими видами були: очерет, рогіз широколистий, водяний горіх, кушир занурений, рдесник пронизанолистий, глечики жовті. Серед водяних безхребетних у заростях водяних рослин чимало черевоногих молюсків (ставковик великий, ставковик яйцевидний, живородка болотяна, котушка рогоподібна), жуків плавунців, клопів (хребтоплави, ранатра), личинок різних видів бабок, водяні віслючки, п'явки. Також в озері водиться більше 20 видів риб озерно-річкового озерного комплексу: верховодка, плітка, краснопірка, гірчак європейський, амурський чебачок, плоскирка, карась китайський, окунь, щука, головешка ротан, сонячний окунь, бичок пісочник, тупоносий бичок західний, бичок гонець 
Серед водно-болотних птахів трапляються: крижень, лиска, водяна курочка, пірникоза велика, чернь чубата, бугайчик, чапля сіра, баклан великий, крячок річковий, очеретянка велика, мартин сивий, мартин звичайний, мартин жовтоногий, рибалочка 

## Галерея

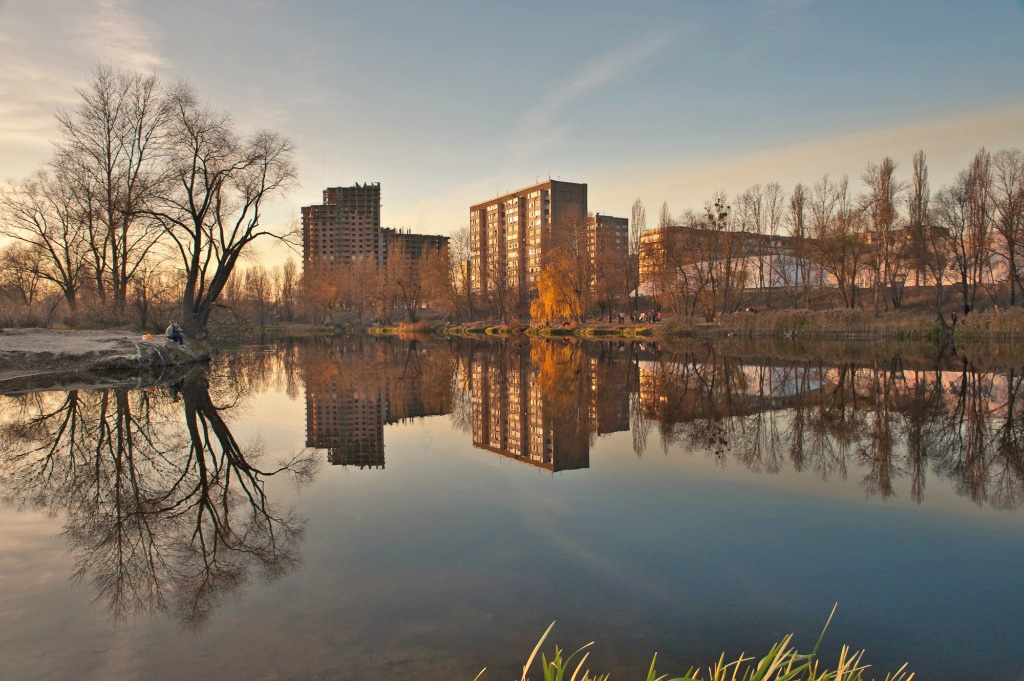
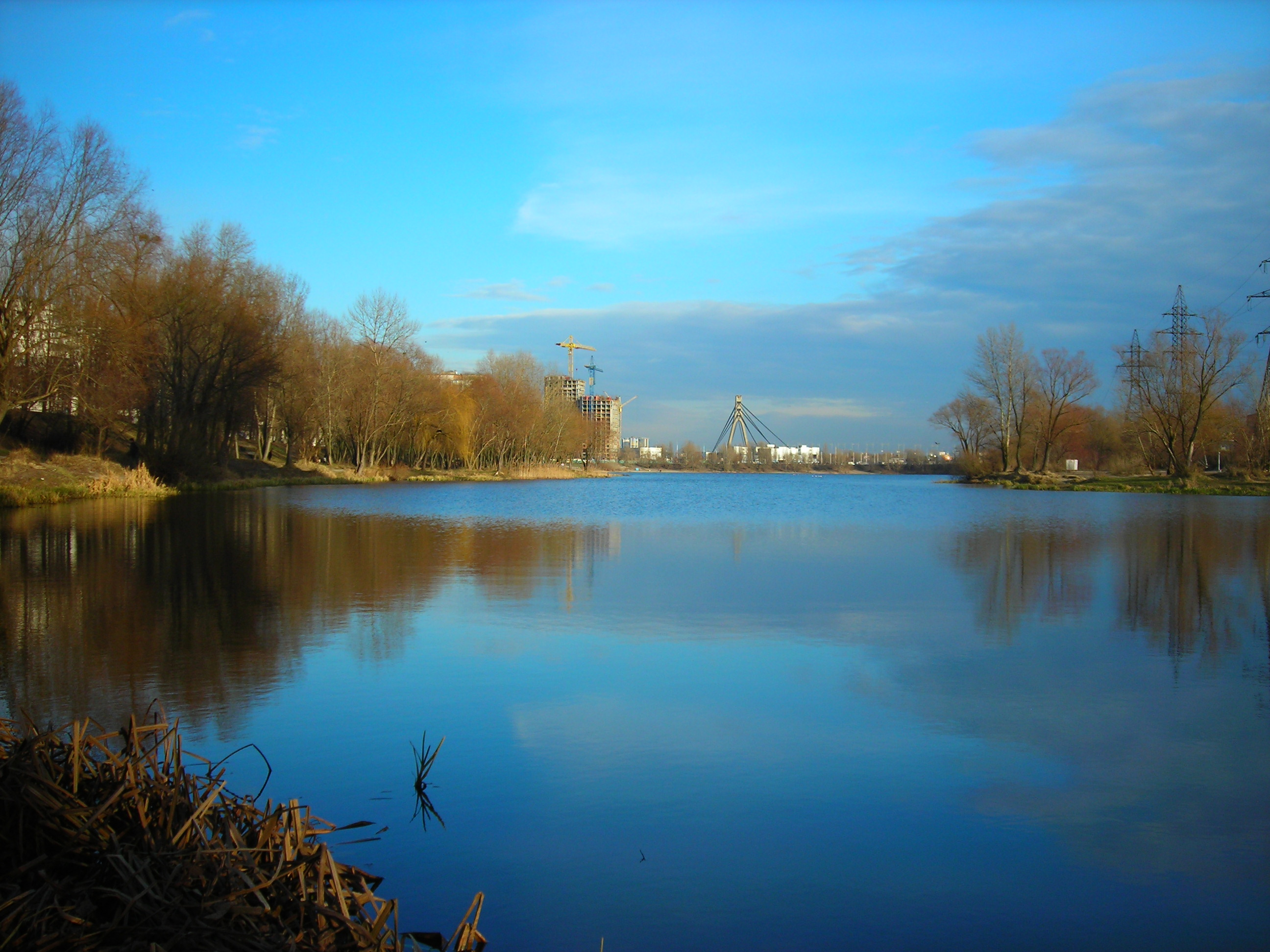
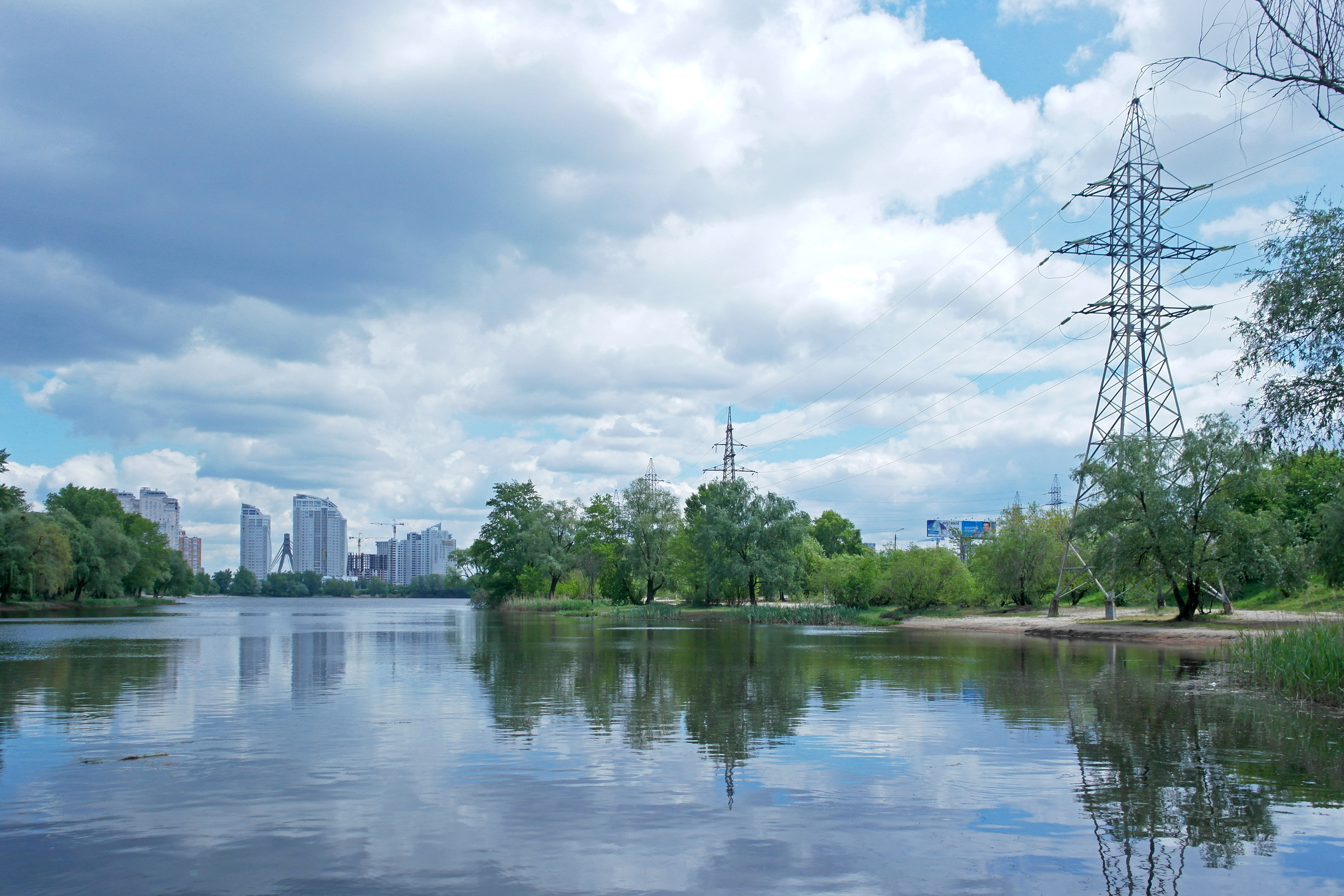
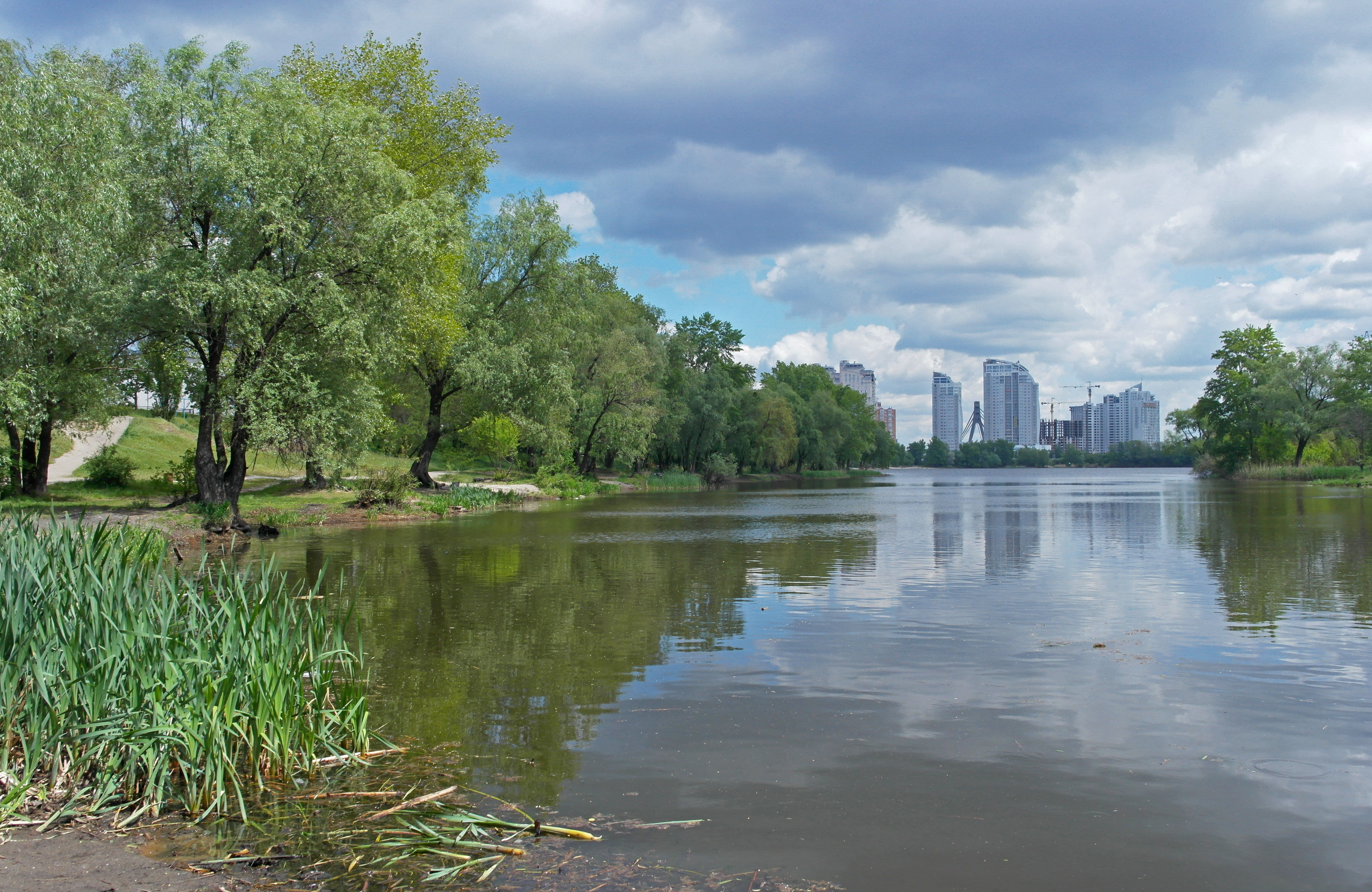
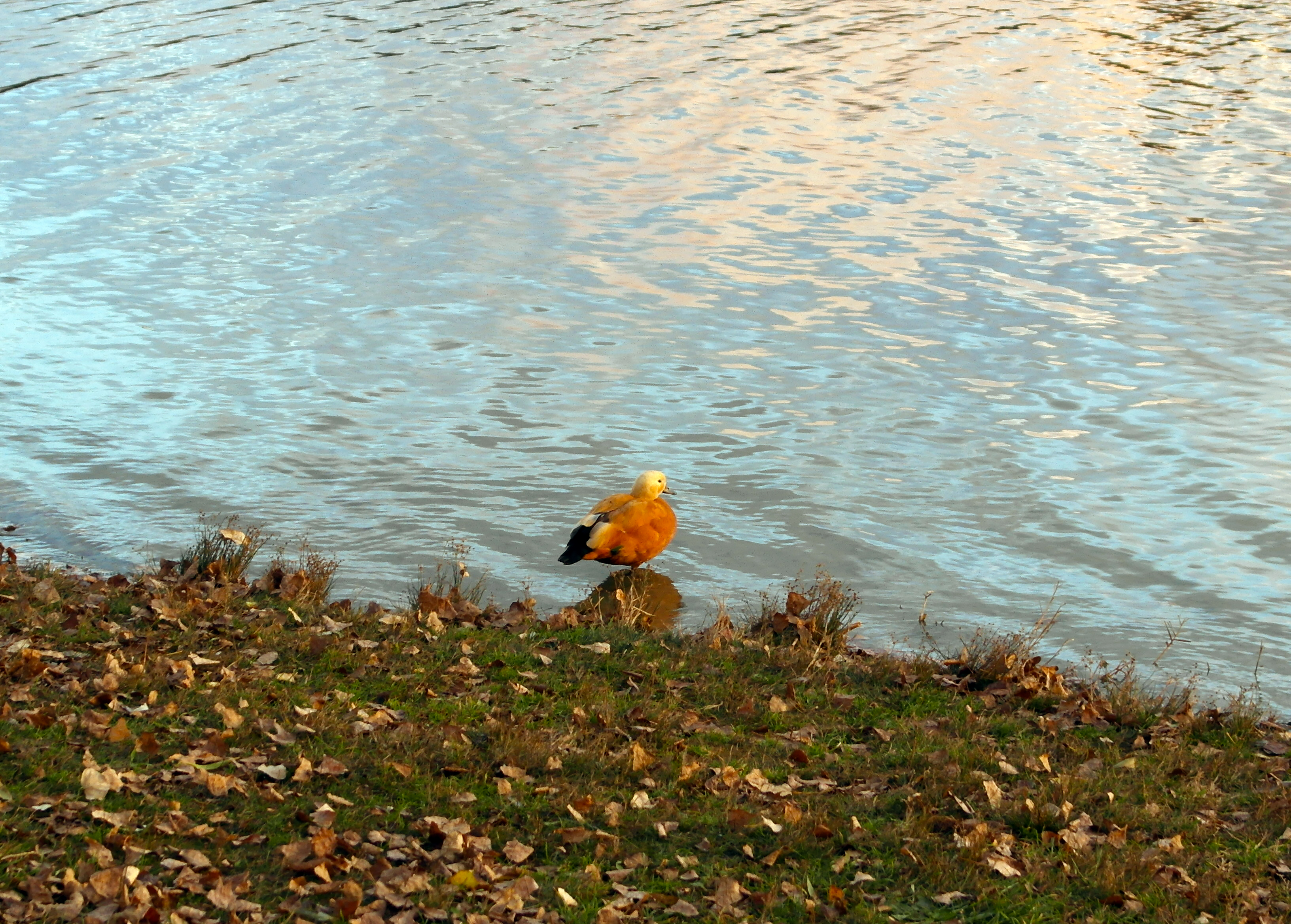
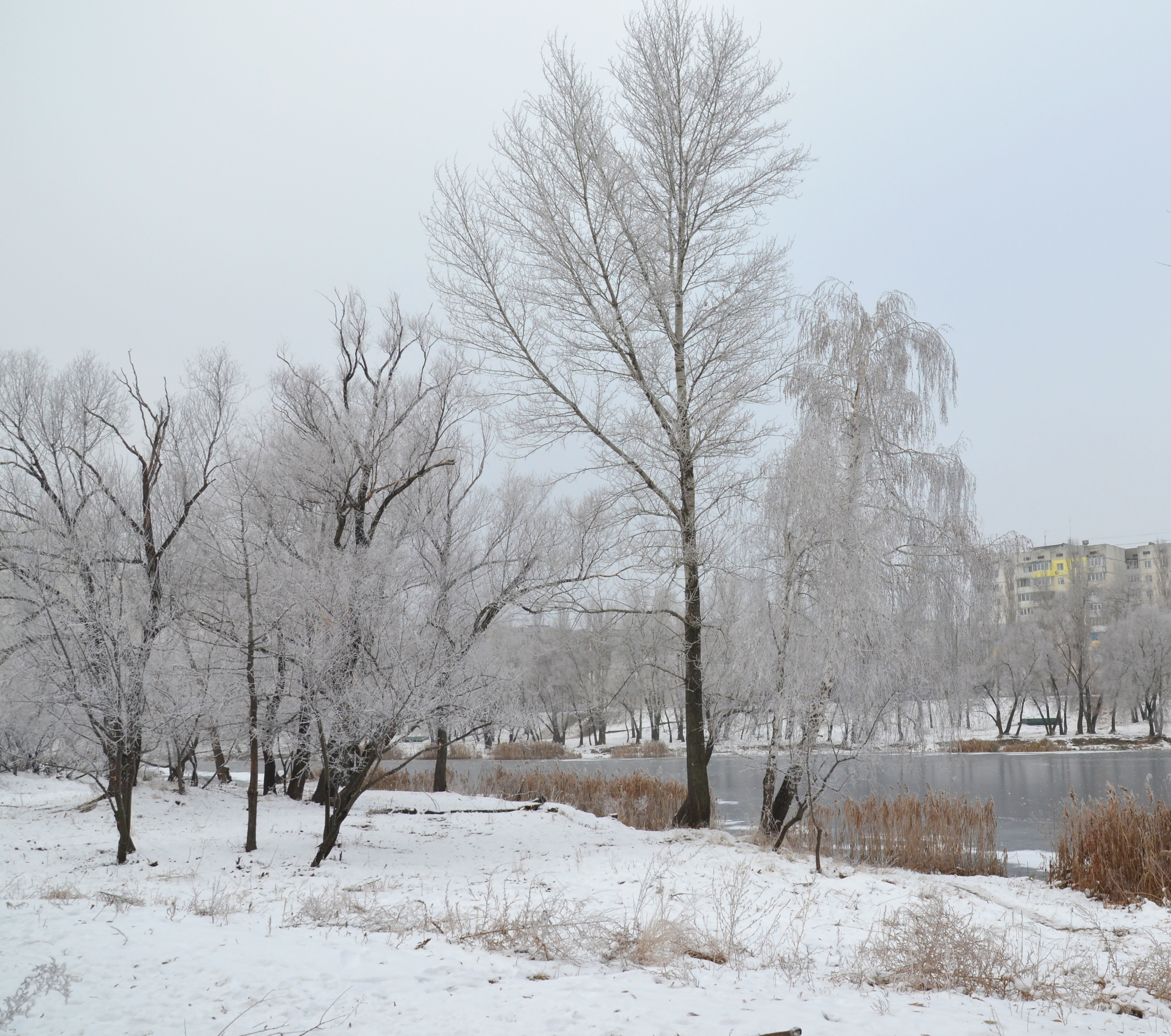
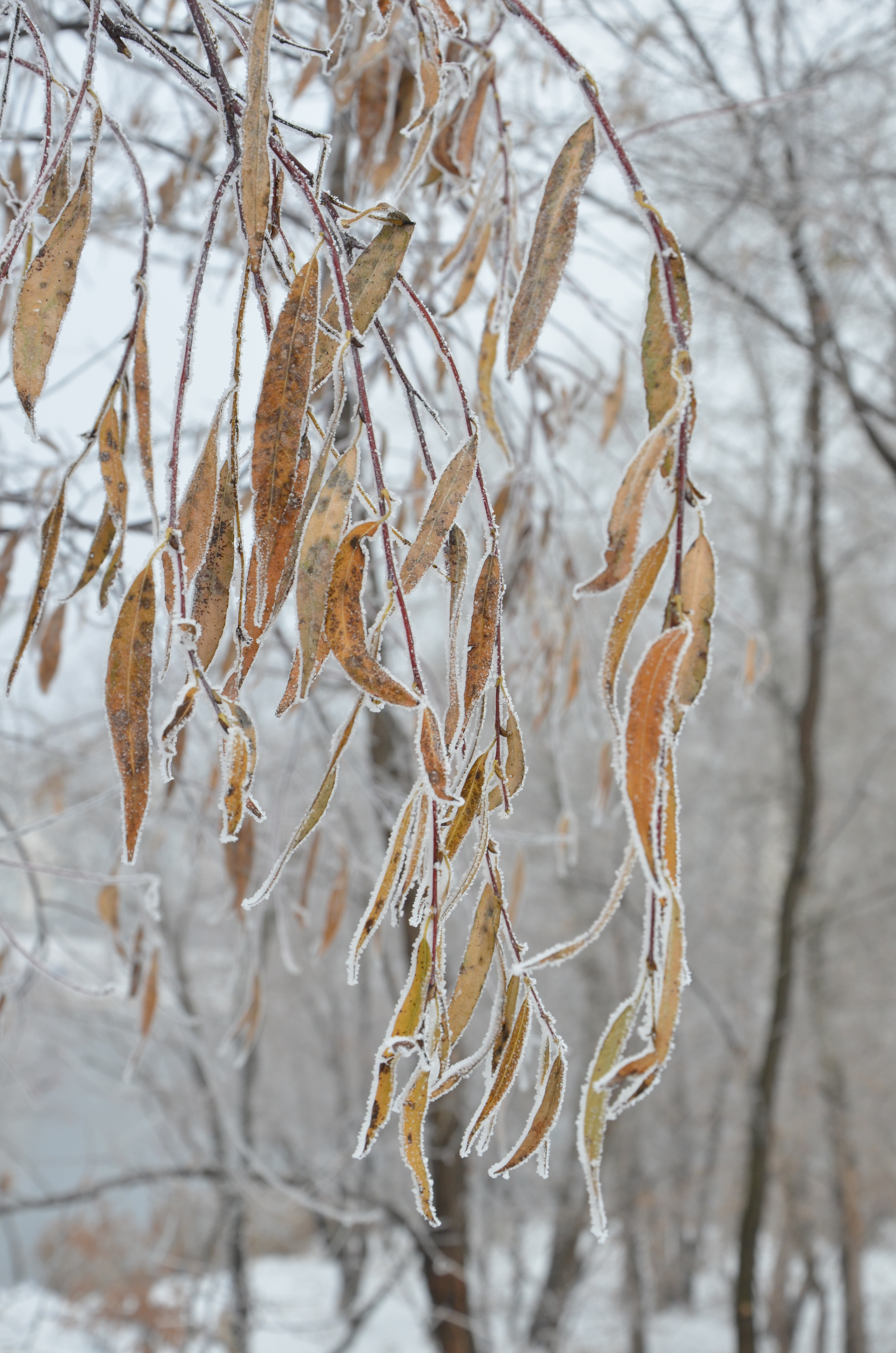
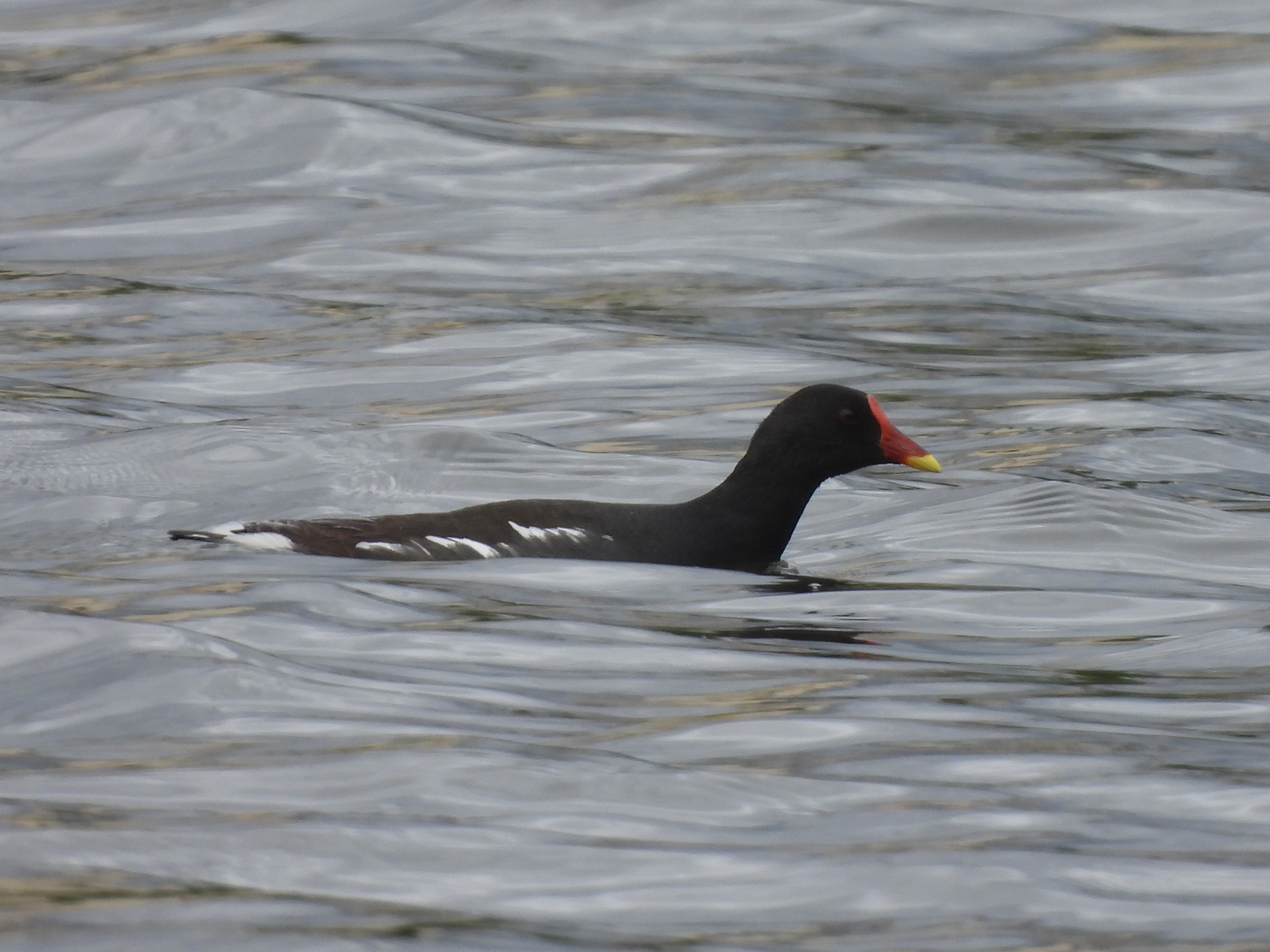
Водяна курочка
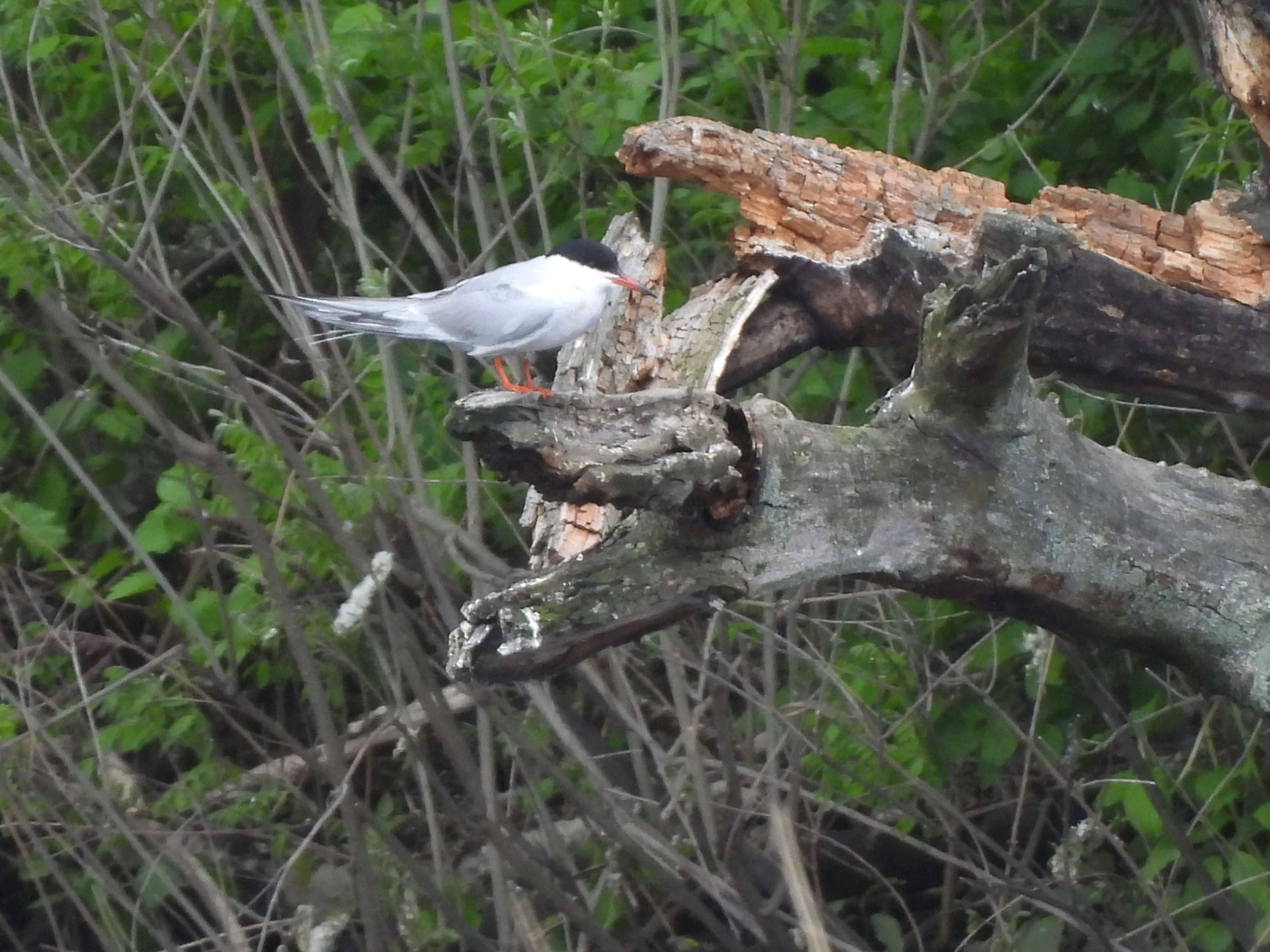
Крячок річковий
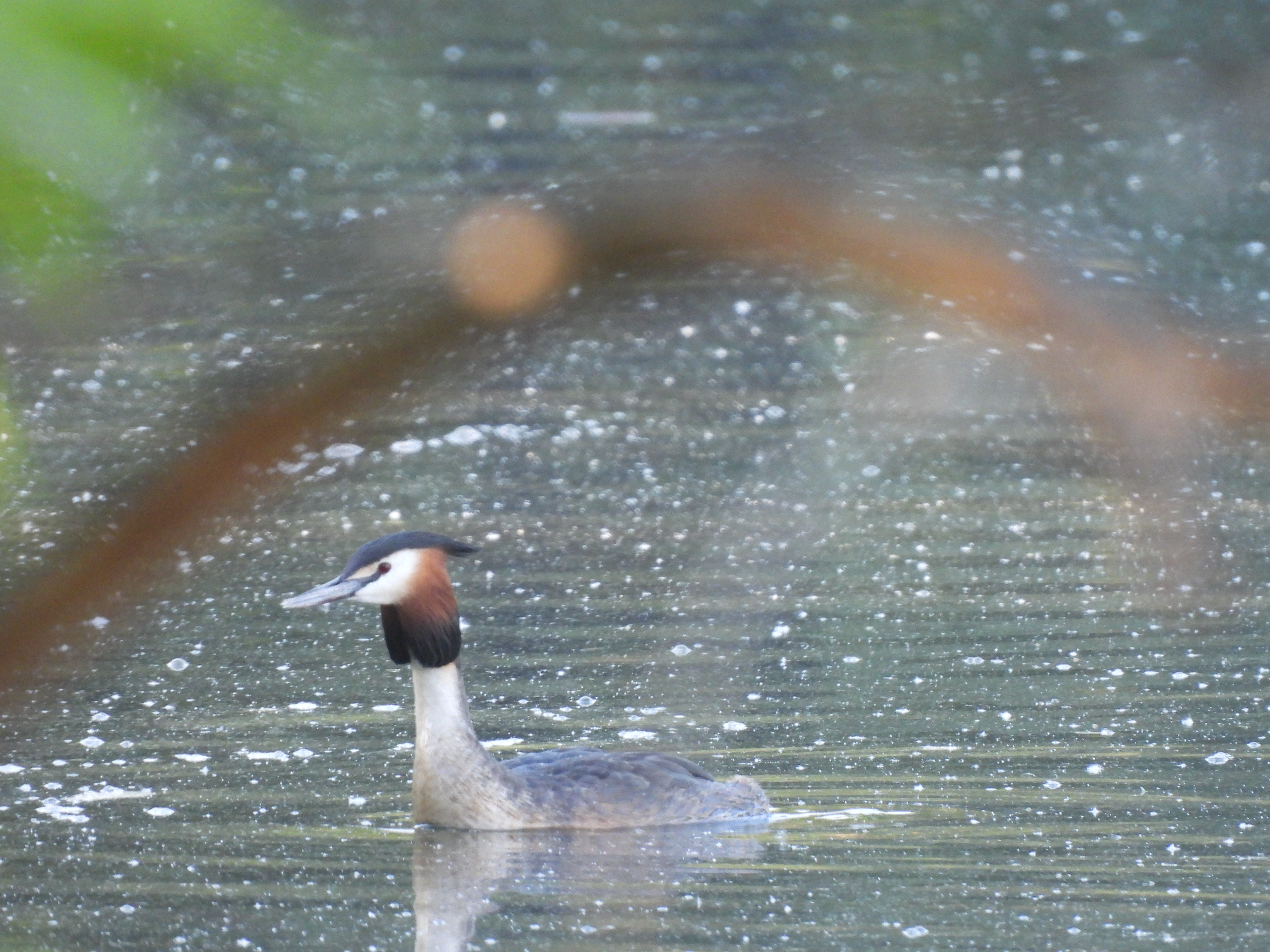
Пірникоза велика
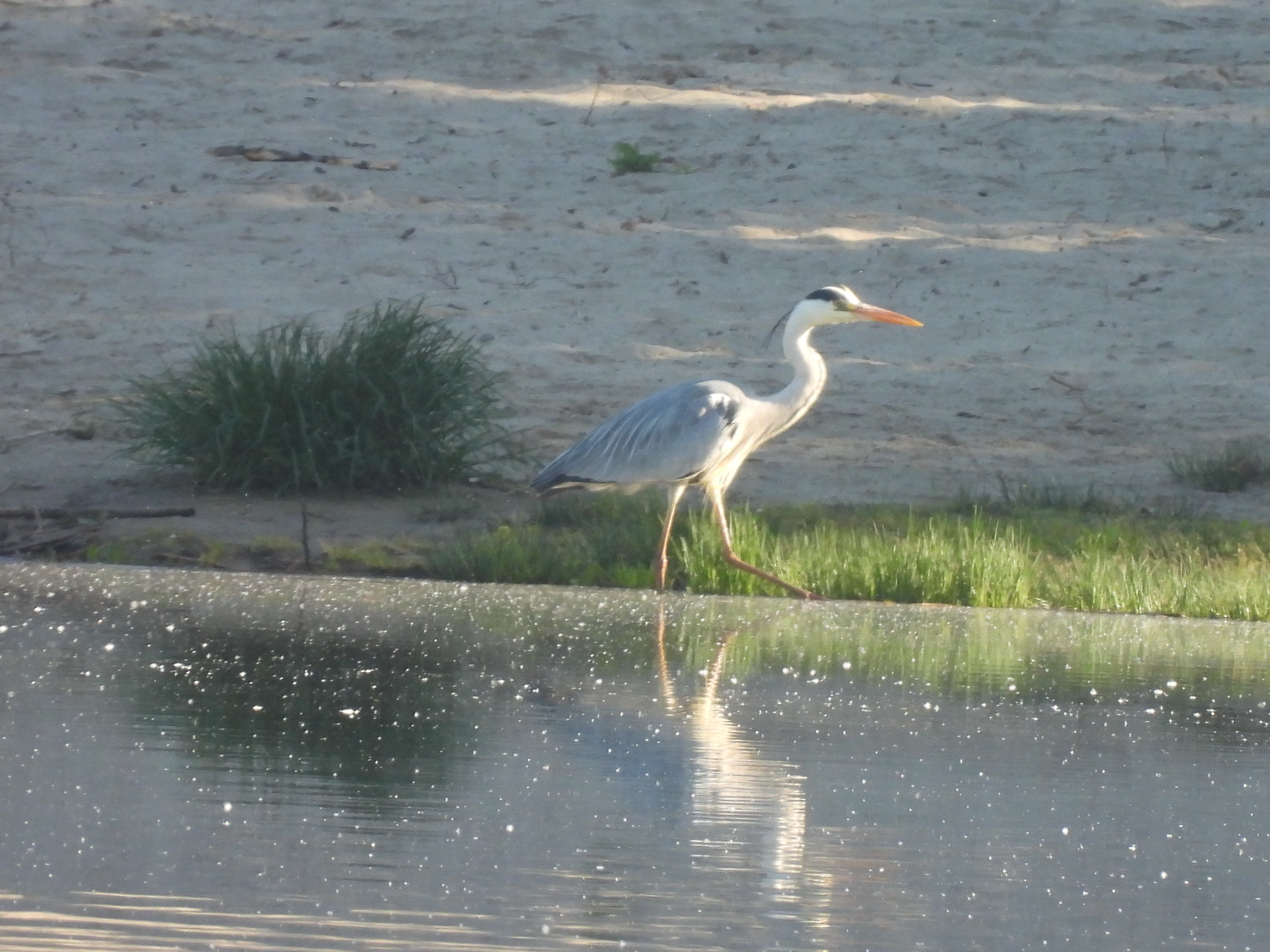
Чапля сіра